# De l'autre côté de mon rêve
Albums de Véronique Sanson
Amoureuse
(1972) Le maudit
(1974)
Singles
1. Comme je l'imagine
Sortie : 1972
2. Chanson sur ma drôle de vie
Sortie : 1972

De l'autre côté de mon rêve est le deuxième album studio de la chanteuse Véronique Sanson. Cet album a été certifié double disque d'or pour plus de 200 000 exemplaires vendus en France.

## Titres
| No  | Titre                       | Durée |
| --- | --------------------------- | ----- |
| 1.  | Morale                      | 2:31  |
| 2.  | Une nuit sur son épaule     | 3:09  |
| 3.  | Devine-moi                  | 4:52  |
| 4.  | Toute seule                 | 2:52  |
| 5.  | Angela                      | 0:23  |
| 6.  | De l'autre côté de mon rêve | 1:53  |
| 7.  | Chanson sur ma drôle de vie | 2:40  |
| 8.  | Loreleï                     | 2:03  |
| 9.  | Comme je l'imagine          | 2:59  |
| 10. | King Kong                   | 2:57  |

## Crédits
- Paroles et musique : Véronique Sanson
- Orchestre : direction Michel Bernholc
- Enregistré en direct au studio Europasonor, Paris, octobre 1972
- Prise de son : Roger Roche
- Production : Michel Berger

## Singles
- Comme je l'imagine/Toute seule - 1972
- Chanson sur ma drôle de vie/Devine-moi - 1972
- Chanson sur ma drôle de vie/Comme je l'imagine - 1972, Canada
- Une nuit sur son épaule/De l'autre côté de mon rêve - 1972, Canada
- Chanson sur ma drôle de vie/Toute seule - 1972, Japon